# Klaryetia
La Klarjetia (en georgiano: კლარჯეთი: [k'manteca͡ʒɛtʰi]) fue una provincia de Georgia antigua y medieval, que ahora forma parte de la Provincia de Artvin en Turquía.  Klarjeti, la provincia vecina de Tao y muchos otros distritos más pequeños constituyen una región más amplia que comparten cultura e historia compartidas convencionalmente conocidas como Tao-Klarjeti.

## Historia antigua
Klarjeti, atravesada por el Chorokhi (Çoruh), se extendía de los montes Arsiani Gama al oeste, hasta el Mar Negro, y tenía su centro en ciudad fortificada de Artanuji (ahora Ardanuç). Limitaba con Shavsheti y Nigali al norte, y Tao al sur. La región se corresponde aproximadamente co Cholarzene (en griego antiguo: Χολαρζηνή, Καταρζηνή: Χολαρζηνή, Καταρζηνή) de las fuentes Clásicas y probablemente a LA Kaţarza o Quturza de los registros Urarto.
Klarjeti era una de las provincias más suroccidentales del Reino de Iberia, que apareció en el mapa político del Cáucaso en el siglo III A.C y estuvo gobernado—según las crónicas medievales georgianas—por la dinastía Pharnavazida. Del siglo II A.C al siglo III D.C, Klarjeti así como algunos otros territorios vecinos fue disputado entre los reinos de Iberia y Armenia (los armenios llamaban Kļarjk' a Klarjetia), y pasó de unas manos a otras. En la división de Iberia de los años 370 entre los imperios Romano y Sasánida, Klarjeti pasó a los anteriores, aunque desconocemos si como provincia o como vasallo. El matrimonio del rey Cosroida Vakhtang I de Iberia con la princesa Romana Helena parece para tener permitido a los Iberios a recuperar la provincia en 485. Después, Klarjeti quedó en manos de los hijos más jóvenes de Vakhtang y sus romanófilos descendientes que crearon la casaGuaramida y se mantuvieron en Klarjeti y Javakheti hasta 786, cuando las posesiones guaramidas pasaron a sus pujantes primos Bagrationi.

## Ducado de Klarjeti
La dinastía Bagrationi presidió un periodo de prosperidad económica y resurgimiento cultural en la zona. Los impuestos recaudado en Artanuji fueron un factor clave en el aumento del poder Bagrátida. Despoblado tras la invasión árabe, Klarjeti fue repoblado y se convirtió en un importante centro de cultura cristiana, ayudada por un movimiento monástico a gran escalo iniciado por el monje georgiano Gregory de Khandzta (759– 861).
Alrededor de 870, Klarjeti se convirtió en feudo hereditario de una de las tres ramas principales de los bagrátidas georgianos. Esta línea—conocida en los registros georgianos como Soberanos de Klarjeti (კლარჯნი ხელმწიფენი, klarjni khelmts'ip'eni)—fue finalmente desposeída por su primo Bagrat III, primer rey de una Georgia unificada, en 1010. Bagrat III entregó la zona a la familia Abuserisdze.
Klarjeti nunca se recuperó totalmente de los ataquesSelyúcidas del siglo XI y declinó aún más tras las invasiones Mongola y Timúrida de los siglos XIII y XIV. Después de la partición del Reino de Georgia en el siglo XV, Klarjeti pasó a los príncipes de Mesjetia hasta la conquista Otomana de 1551.

### Gobernantes de Klarjeti

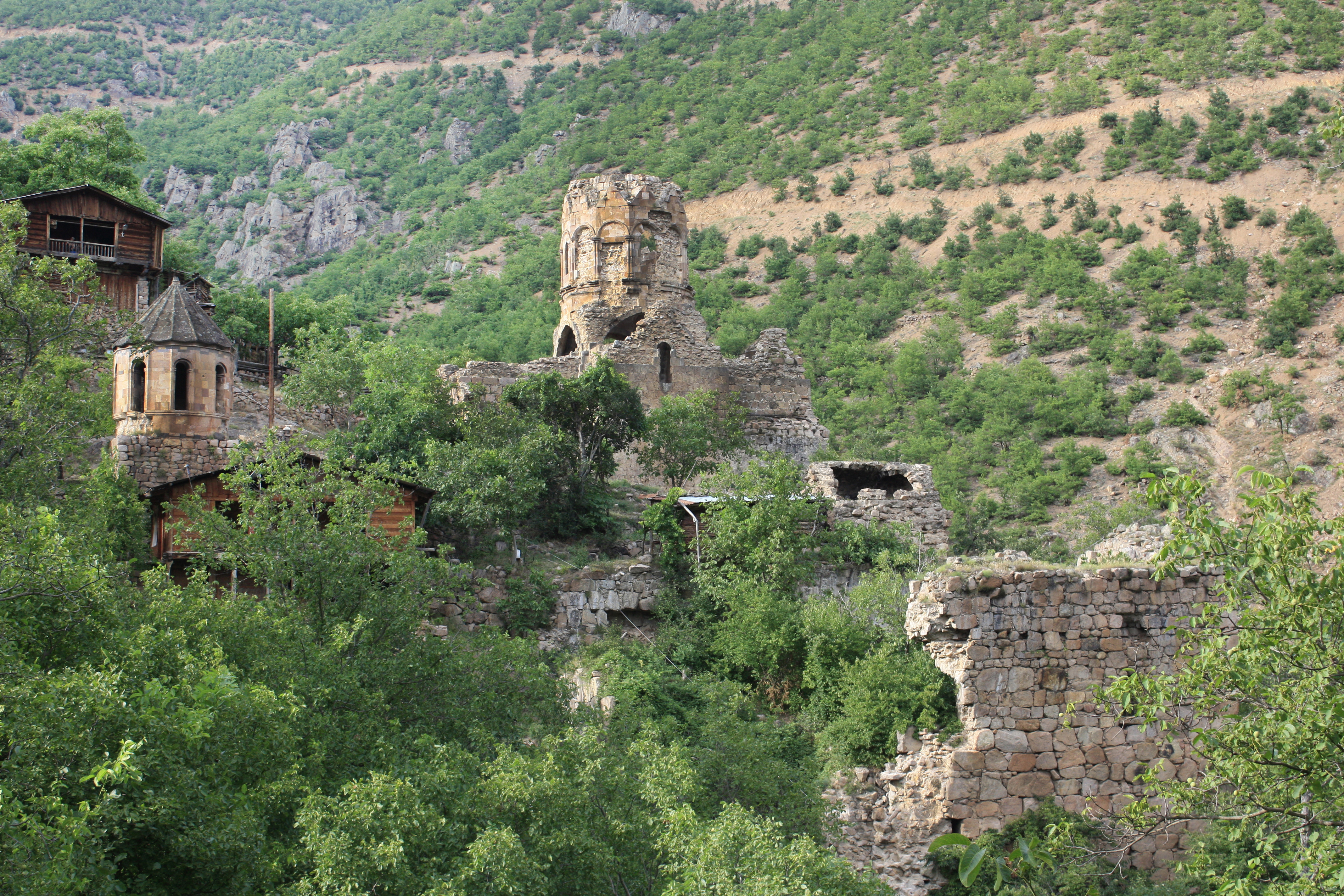
El monasterio de Khandzta, ahora en ruinas

| Prince                      | Reinado      | Notas                |
| --------------------------- | ------------ | -------------------- |
| Sumbat I Mampali, el Grande | 870–889      |                      |
| Bagrat I                    | 889–900      |                      |
| David I                     | 900–943      |                      |
| Sumbat II                   | 943–988      |                      |
| David II                    | 988–992/993  |                      |
| Sumbat III                  | 992/993–1011 | cogobernante: Gurgen |
| John Abuser                 | 1011–1030    |                      |
| Abuser I Abuserisdze        | 1046/1047    |                      |
| Grigol Abuserisdze          | 1047–1070    |                      |
| Abuser II Abuserisdze       | @–           |                      |